# بوگتسای
بوگتسای (به قزاقی: Bogetsay) یک روستا در قزاقستان است که در شهرستان خروم‌تاو واقع شده‌است. بوگتسای ۲۷۰ متر بالاتر از سطح دریا واقع شده‌است.